# Castelnau-d'Auzan-Labarrère
Castelnau-d'Auzan-Labarrère é uma comuna francesa na região administrativa da Occitânia, no departamento de Gers. Estende-se por uma área de 56,78 km². Em 2010 a comuna tinha 1 257 habitantes (densidade: 22,1 hab./km²).
A municipalidade foi estabelecida em 1 de janeiro de 2016 e consiste na fusão das antigas comunas de Castelnau-d'Auzan e Labarrère.